# Tenuiphantes tenebricola
Tenuiphantes tenebricola es una especie de araña araneomorfa del género Tenuiphantes, familia Linyphiidae. La especie fue descrita científicamente por Wider en 1834.
La longitud del cuerpo del macho y la hembra es de 2,1-2,8 milímetros. La especie se distribuye por Europa, Turquía, Rusia (Europa al sur de Siberia) y China.